# 民主主義と民族統一のための国民連合
民主主義と民族統一のための国民連合（みんしゅしゅぎと みんぞくとういつ のための こくみんれんごう）は、第四共和国時代末期の韓国において結成された民主化運動陣営の共闘組織である。略称は「国民連合」。
1979年3月1日、3・1独立運動60周年にあわせて、尹潽善・咸錫憲・金大中などの在野人士は、維新体制の撤廃と民主政府の樹立を要求する「民主救国宣言」を発表した。1970年代前半の「民主回復国民会議」と1978年6月に結成されていた「民主主義の国民連合」の活動を発展継承させ、「この地に民主主義を平和的に確立し、ひいては民族統一の歴史的大業を民主的に果たすための自発的、超党派的な全国民の組織」として国民連合が結成された。議長団には尹潽善・咸錫憲・金大中が就任した。韓国人権運動協議会や天主教正義具現全国司祭団、解職教授協議会、自由実践文人協議会、NCC人権委員会、民主青年協議会など13団体が国民連合に加入していた。

## 参考資料・関連項目
- 国史編纂委員会 金容権編著『朝鮮韓国近現代史事典 第2版』（日本評論社）
- YMCA偽装結婚式事件－朴正煕大統領が79年10月26日に暗殺された後の、11月24日に民主人士が結婚式を偽装してYMCA講堂に集結し、「統一主体国民会議による暫定大統領選出阻止国民大会」を開催。維新体制の撤廃と戒厳令解除を求め、デモを敢行した事件。集会が行われた講堂がソウル市明洞にあることから「明洞集会事件」とも呼ばれる。